# Rund um Köln 1999
Il Rund um Köln 1999, ottantaquattresima edizione della corsa, si svolse il 16 maggio su un percorso di 199 km. Fu vinto dal tedesco Jens Heppner della squadra Team Deutsche Telekom davanti all'olandese Raymond Meijs e all'altro tedesco Kai Hundertmarck.

## Ordine d'arrivo (Top 10)
| Pos. | Corridore          | Squadra                  | Tempo    |
| ---- | ------------------ | ------------------------ | -------- |
| 1    | Jens Heppner       | Team Deutsche Telekom    | 4h31'23" |
| 2    | Raymond Meijs      | Team Cologne             | a 11"    |
| 3    | Kai Hundertmarck   | Team Deutsche Telekom    | a 15"    |
| 4    | Rico Schmidt       |                          | a 3'08"  |
| 5    | Erik Zabel         | Team Deutsche Telekom    | a 3'46"  |
| 6    | André Korff        | Festina-Lotus            | s.t.     |
| 7    | Danilo Hondo       | Team Deutsche Telekom    | s.t.     |
| 8    | Christian Wegmann  | Die Continentale-Olympia | s.t.     |
| 9    | Oscar Cavagnis     | Cantina Tollo            | s.t.     |
| 10   | Christian Lademann |                          | s.t.     |